# سامية آدم
سامية ادم (مواليد 19 أبريل 1996) هي لاعبة كرة قدم نسائية مصرية في مركز وسط الملعب. شاركت مع منتخب مصر للسيدات في كأس أمم أفريقيا لكرة القدم للسيدات 2016. وعلى مستوى الأندية، تلعب مع أحد الأندية الأمريكية.